# Свети Йоан Богослов (Отушище)
„Свети Йоан Богослов“ (на македонска литературна норма: „Свети Јован Богослов“) е средновековна църква, разположена над село Отушище, Северна Македония, част от Тетовско-Гостиварската епархия на Македонската православна църква – Охридска архиепископия.
Църквата е разположена над Отушище, днес квартал на Теарце. Изградена е в XIII век. По време на Военния конфликт в Република Македония в 2001 година църквата е многократно осквернявана – отвън и отвътре са изписани нецензурни думи, начертани са орли, откъснати са кръстове и са повредени иконите и иконостаса.